# Castanhal
Castanhal es un municipio localizado en Gran Belém en estado de Pará, en Brasil.

## Toponimia
El nombre de Castanhal deriva del río amazónico Castanhal que en sus márgenes estaba poblado de nueces de Brasil (Bertholletia excelsa).

## Historia
Los orígenes de Castanhal son atribuidos a los indios de la tribu tupinambá. No obstante, el poblamiento regular comenzó a partir de la mezcla entre blancos, mulatos y nativos. Con la llegada del ferrocarril de Braganza, comienza el primer periodo de desarrollo con los colonizadores cearenses especializados en el cultivo de la tierra y contratados por el Gobierno Provincial. La ciudad de Castanhal se creó oficialmente el 15 de agosto de 1899, aunque no será hasta el 28 de enero de 1932 cuando se cree el municipio de Castanhal mediante el decreto-ley nº600. Posteriormente, con la apertura de autopistas, especialmente la que unía Belém con Brasilia, se inició la última fase de colonización con personas procedentes de localidades del Nordeste, el Centro-Oeste y el Sudeste.

## Patrimonio
- Cristo Redentor de Pará
- Plaza de la Estrella
- Iglesia arciprestal

## Cultura y religión
La procesión fluvial en la agrociudad de Macapazinho es uno de los principales eventos religiosos del municipio. También existe otra procesión en Apeú en honor a Nuestra Señora de Nazaret que se realiza desde la iglesia arciprestal de Castanhal hasta la iglesia de Apeú. 
Se realiza también en Castanhal la Expofac, una feria agropecuaria que se realiza durante todo el mes de septiembre.

## Economía
La economía se centra sobre todo en el comercio ya que ayuda a abastecer a ciudades vecinas de utensilios, alimentos, herramientas y material de construcción. En los últimos años, las autoridades políticas han aumentado los incentivos para la instalación de industrias de diversa índole así como para mejorar las ya existentes.
El polo industrial de la ciudad cuenta con industrias de calzado, textiles, alimentarias y de material eléctrico. 

## Universidades
Castanhal cuenta con tres universidades: la federal y la del estado de Pará, así como con una universidad propia (FCAT)